# 임혜성 (가수)
임혜성은 대한민국의 가수다. 2018년 싱글 [When you smile]로 데뷔했다.

## 방송
- 김태원석함 (2020) - Top4

## 음반
- When you smile (2018)
- Cloud Away (2019)
- Feel So Um (2019)
- 마지막 대답 (2019)
- White Noise (2021)

## 피처링
- 옐로펌피 <엄마가 말해준 꿈에 대해> (2020)